# Canencia
Canencia est une commune de la communauté de Madrid, en Espagne.